# US Airways Flight 1549
US Airways Flight 1549 var en Airbus A320, registrering N106US, som den 15 januari 2009 skulle flyga från LaGuardia Airport, utanför New York i USA, till Seattle i USA med mellanlandning i Charlotte i USA. Bara några minuter efter starten fick man problem med motorerna och flygplanet tvingades nödlanda i Hudsonfloden. Alla ombord överlevde.

## Flygningen
Den 15 januari 2009 kl. 15:26 EST (20:26 UTC) lyfte flight 1549 från startbana 4 på LaGuardia Airport i New York med 150 passagerare och fem besättningsmedlemmar ombord. 
Planet skulle flyga till Charlotte Douglas International Airport och sedan vidare till Seattle–Tacoma International Airport.
En taleskvinna från FAA sade att preliminära uppgifter anger att planets motorer skadades av en fågelkollision strax efter start. Inofficiella radarbilder visar att planet nådde 975 meters höjd innan det började sjunka. Kaptenen, Chesley "Sully" Sullenberger, meddelade via flygradion att de varit med om en fågelkollision och uppgav att det var en nödsituation. Passagerare rapporterade om bränslelukt inför landningen.

## Nödlandningen
En av piloterna begärde tillstånd att nödlanda på en flygplats han såg nedanför planet. Flygledare identifierade flygplatsen som Teterboro Airport i Bergen County, New Jersey. Begäran om tillstånd att landa på Teterboro var det sista meddelandet från planet innan piloterna beslutade att nödlanda på Hudsonfloden, eftersom man ansåg att man hade för låg höjd. Kaptenen ropade ut "Brace for impact", vilket innebär att passagerarna ska inta position för nödlandning. Flygkontrollen på LaGuardia rapporterade att flygplanet passerade mindre än 270 meter över George Washington Bridge.
Flygplanets anropsnamn var "Cactus 1549".
Cirka sex minuter efter starten landade planet i Hudsonfloden, i närheten av 48th Street på Manhattan.
Ett vittne sade att planet närmade sig vattnet med en gradvis ökande anfallsvinkel och gjorde ett stort plask när det tog i vattnet. Från sin utsiktsplats i en kontorsbyggnad uppfattade han att planet inte färdats med särskilt hög hastighet och att kontakten med vattnet gått relativt långsamt. Genom att landa framgångsrikt på vatten har kaptenen enligt Wall Street Journal "uppnått ett av de sällsynta och tekniskt mest utmanande bedrifterna i kommersiell luftfart".

### Passagerarna
Efter nödlandningen började lokala färjor och bogserbåtar att nästan omedelbart rädda passagerare. Några passagerare stod på flygplanets vingar, medan andra satt i livflottar. Inom några minuter var polisens helikoptrar, kustbevakningens fartyg, räddningsdykare och brandbåtar från FDNY på olycksplatsen för att rädda och evakuera passagerarna. Alla passagerare och besättningsmedlemmar evakuerades säkert, även om det rapporterades om flera lindriga skador, till exempel nedkylning.
FDNY hade 35 ambulanser redo för att transportera skadade passagerare till sjukhus. Dessutom gjordes omkring 30 andra ambulanser tillgängliga av andra organisationer, däribland flera sjukhusbaserade ambulanser. Olika verksamheter erbjöd också medicinsk hjälp på New Jersey-sidan av floden.
78 människor fick vård för sina skador, som främst var av mildare grad, den svårast skadade passageraren bröt båda benen. Sammanlagt 15 passagerare behandlades på sjukhus, bland annat med köldskador, medan andra vårdades på mindre vårdinrättningar.

## I fiktion
Händelse skildras i filmen Sully från 2016, i regi av Clint Eastwood. Kaptenen Chesley Sullenberger porträtteras av Tom Hanks och styrmannen Jeffrey Skiles av Aaron Eckhart.